# 卢基舜
卢基舜（中国朝鲜语：／ Ro Ki-sun；1893年2月2日—1958年6月7日），生物化学家、中国朝鲜族医学教育家。
卢基舜出生于朝鲜黄海道瓮津郡，交河卢氏，日本九州帝国大学医学博士，早年在朝鲜行医，满洲国时期在中国东北行医。第二次世界大战结束后，他开始从事延边地区的医学教育与科研工作，是延边大学创始人之一，延边大学医学院主要创始人。在从事医学教育的同时，他还治病救人，因医术高超而被尊为“神医”:35-37。1940－1960年代，延边地区传染病和地方病泛滥，他领导了霍乱、天花和狂犬病疫苗的研制工作，并投入到克山病、大骨节病、地方性甲状腺肿、流行性出血热、稻田皮炎等地方病的防治工作，对延边地区传染病和地方病的防治做出贡献:40-47。

## 生平

### 出身与教育
1893年2月2日，卢基舜出生于朝鲜黄海道瓮津郡富民面康翎里的农民家庭，交河卢氏。其父卢恒默有三子。卢基舜是长子，后被过继给伯父卢麟默。由于家境贫寒，他在日本校长的帮助下，通过勤工俭学在海州郡完成了小学和中学的教育，1910年3月以优异成绩从海东学校毕业。:1-2
1911年4月，卢基舜考入京城（今首尔）医科专门学校。1915年3月30日，他从京城医学专门学校毕业后，以国费生身份赴日本九州帝国大学医学部学习临床医学。1917年5月，学成回国。:2-3

### 深造与早年生涯

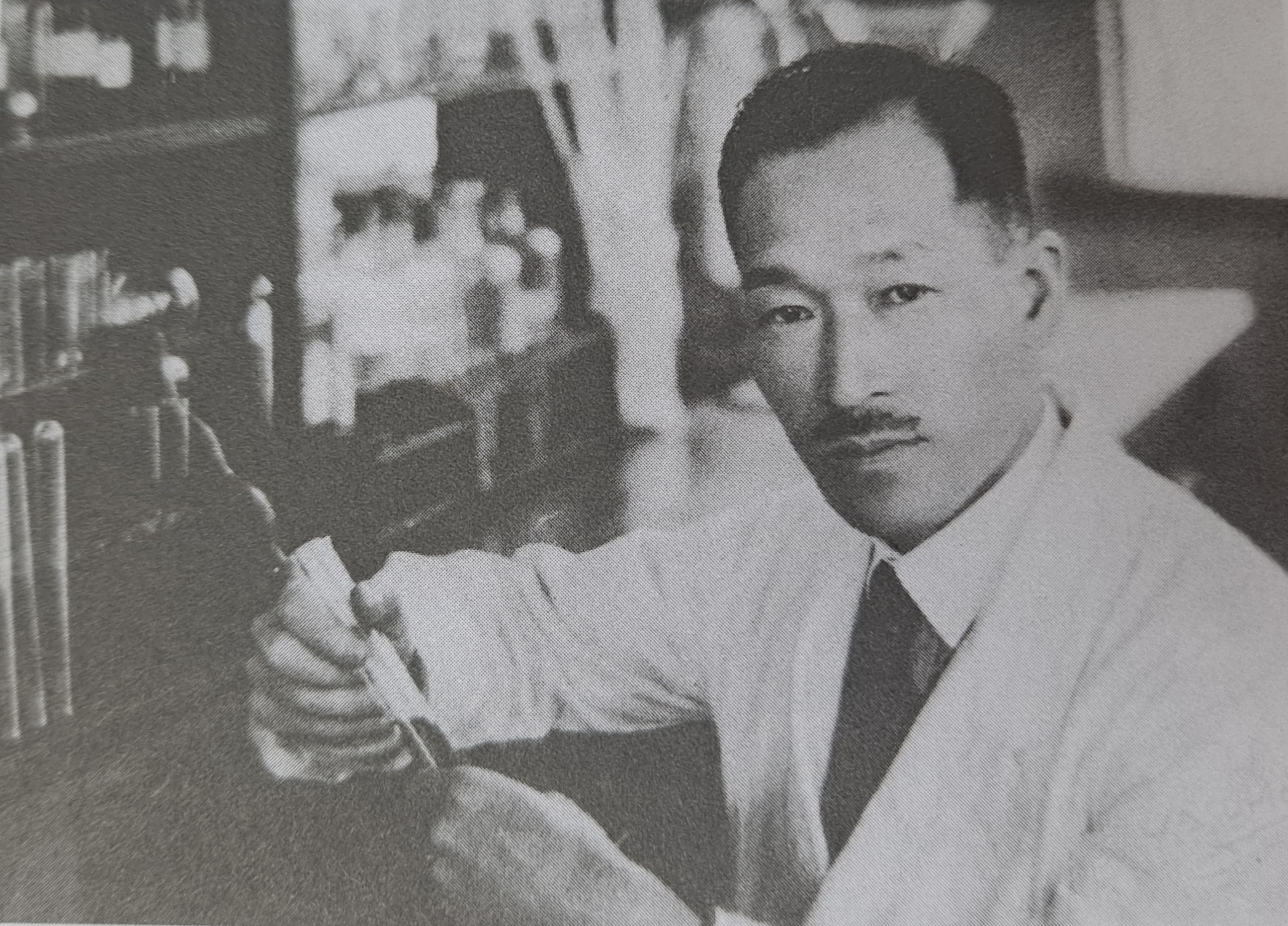
在九州大学攻读博士时的卢基舜

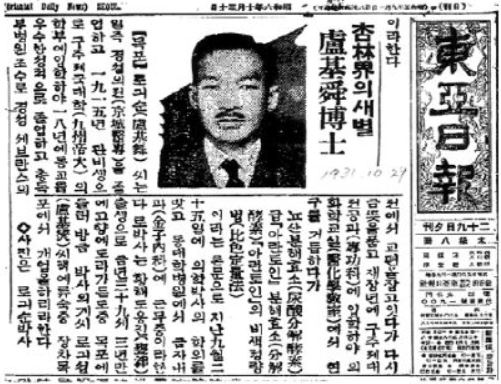
《东亚日报》对卢基舜的报道

1917年，学成回国的卢基舜受聘成为朝鲜总督府医院助手，1918年4月开始担任朝鲜总督府医院儿科医生并承担教学工作:3-9。1929年7月，他再次赴九州帝国大学深造，师从著名生物化学家儿玉桂三和内科学家金子廉次郎:3-4。
读博士期间，卢基舜选择了治疗痛风的尿酸氧化酶课题为研究对象，并填补了尿酸酶比较生物化学研究领域的一项空白。1931年，他完成了《关于尿酸酶》、《尿囊素的比色定量法》、《关于尿馕素酶》和《新生儿尿、孕妇尿及羊水中尿囊素的含量》四篇论文。他在研究成果於《福冈医科大学杂志》发表后，又将其翻译成德文发表在《日本生物化学杂志》英文版（J. Biochem.）第14卷（1931－1932）。美国《化学文摘》第26卷（1932）摘录其摘要。他的这些研究成果被其导师儿玉桂三收入其与正宗一共著的《医化学》（1951年第7版），并被日本柿内三郎编写的《现代医学大辞典》引用。他的尿酸酶测定方法亦被Cyril Long主编的《生物化学家手册》（ 英国伦敦，1961年）引用。:17
1931年1月，卢基舜获九州帝国大学医学博士学位后回国。《东亚日报》、《中央日报》、《近代疾病医疗》、《每日新报》等朝鲜报纸纷纷刊登了他在九州帝国大学获得医学博士学位的消息:19。他先后在木浦、釜山、黄海道等地行医:22。

### 中国生涯
1936年7月，他携全家移民至满洲国，成为牡丹江国际医院的医师。1942年搬至間島省图们市，任图们公立医院院长，并任间岛省医学会副会长、东满医学会顾问等职:22-23。1945年8月15日，日本无条件投降。8月17日，苏联红军进驻图们后在图们建立大型野战医院医治伤员。卢基舜应邀担任野战医院医疗负责人。8月18日，延边地区全境解放，成为中共革命根据地:50-51。

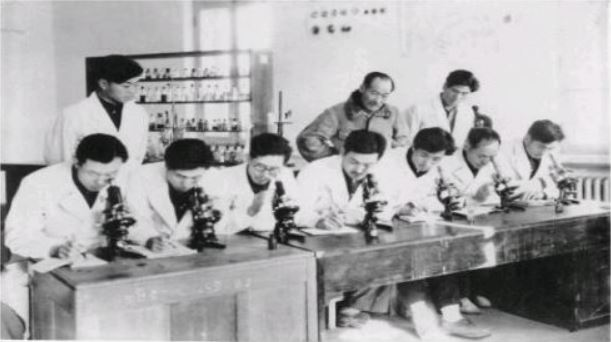
卢基舜观看学生做实验（后排左二）

1946年8月，中共吉林省委和省政府随中共队伍迁至延吉后建设龙井医科大学，将图们公立医院院长卢基舜聘为校长。卢基舜担任校长的同时，以日本大学的教科书为蓝本，讲授其在日本留学时学到的医学知识。当时，延边地区霍乱和天花泛滥。他组织校内科研人员成功研制出霍乱和天花疫苗，有效遏制了这两种烈性传染病的疫情。他还积极投入到东北戰場四平、长春、吉林战线的伤病员救治工作。:55-59
1947年3月，由于第二次国共内战对医务人员的迫切需要，龙井医科大学被东北军政大学接管，后改名为“东北军政大学吉林分校医学院”。兴山中国医大的李震勋任院长，卢基舜任副院长。在此期间，卢基舜为应对延边狂犬病问题，带领原疫苗研发团队又研制出狂犬病疫苗。1948年1月，由于中国医科大学和东北军医大学合并后的改编，“东北军政大学吉林分校医学院”改名为“中国医科大学第一分校”。学校领导也改为由中国医科大学总校调来的人员担任。卢基舜转为只承担生化教学工作。:59-64

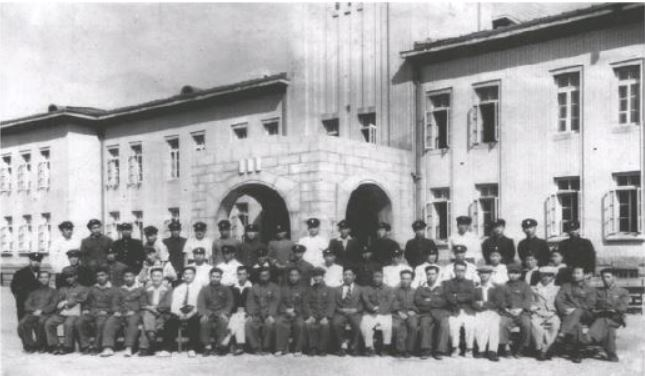
延边大学医学部特科第一期毕业照

随着第二次国共内战局势的变化和人员的撤离，延边在吉林省教育工作会议精神指导下于1948年10月1日在延吉成立“延边医科专门学校”。卢基舜任校长。同年，卢基舜作为筹备委员会委员参与了延边大学的筹建工作，是延边大学的创始人之一。1949年1月，龙井“中国医科大学第一分校”被延边大学筹备委员会选定为延边大学医学部校舍。3月，中国医科大学从原“龙井医科大学”撤离后，“延边医科专门学校”被正式并入延边大学（当时名为“延吉大学”），校舍从延吉迁到原“龙井医科大学”。1949年4月起，卢基舜一直担任延边大学医学部部长:68-74:224-225。1950年12月末，医学部从龙井迁至延边大学校部:76。

### 病逝
1957年初，卢基舜患上严重的动脉硬化，4月住进延边医院。住院期间，他仍然关心着延边的医疗事业。6月7日，卢基舜病情恶化因脑淤血病逝。按照他的生前遗嘱，他的弟子为其做了病理解刨，并将脏器捐献给学校病理学研究室。:140-141
1958年6月8日，延边州成立了治丧委员会，时任吉林省副省长、延边州州委书记兼州长、延边大学校长朱德海任委员长。6月9日下午3时，延边大学医学院为卢基舜博士举行了遗体告别仪式。朱德海亲自致悼词。告别仪式结束后，卢基舜被安葬在延边大学北山。:113-114

## 纪念

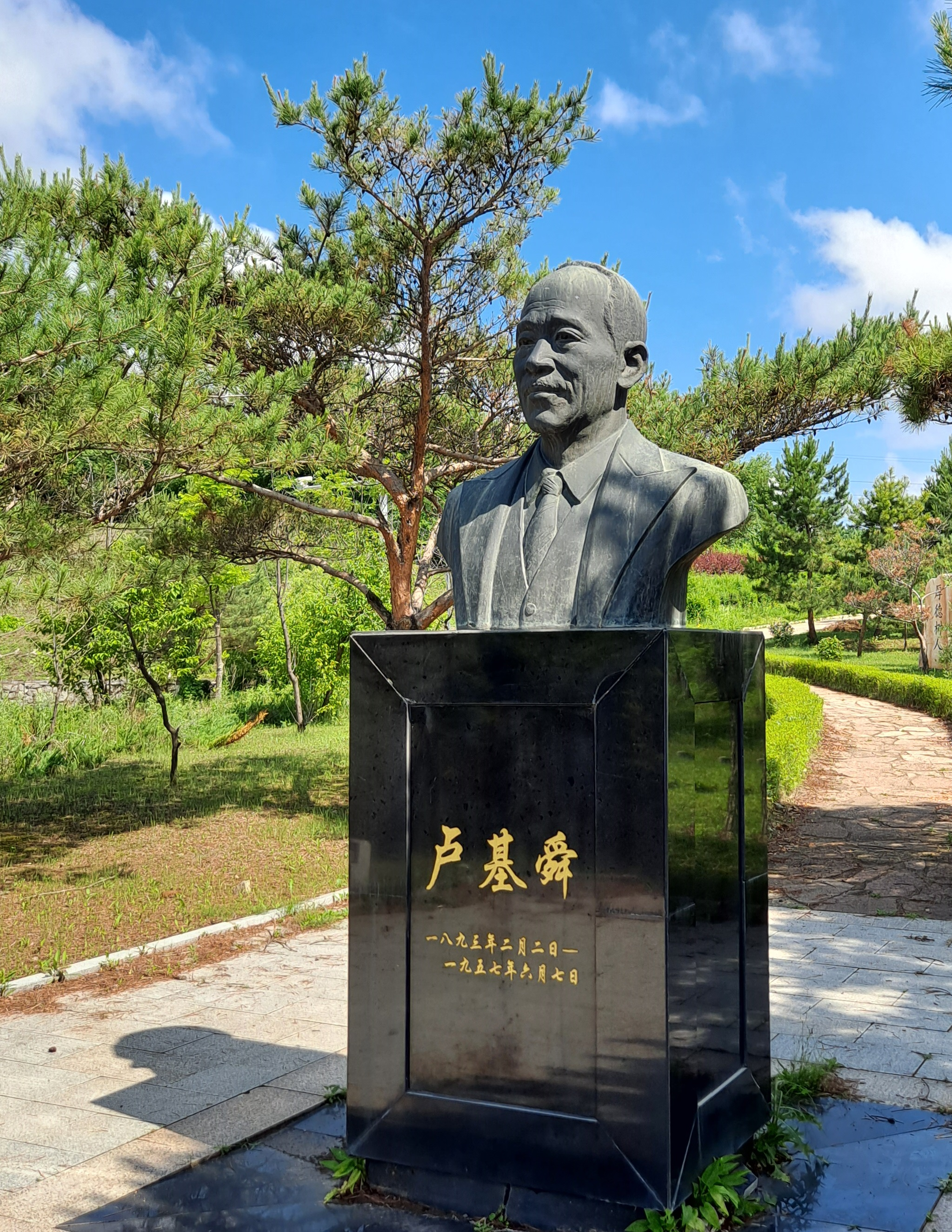
延边大学校园内的卢基舜半身铜像

- 1987年6月7日，延边医学院举行了纪念卢基舜逝世30周年的仪式。卢基舜纪念馆在当日正式开馆。[1]:144-145
- 1988年8月27日，延边医学院在建校40周年之际，在基础医学大楼东侧草坪竖立卢基舜铜像。2010年12月8日，铜像被迁至延边大学新校区医学院东侧[1]:117。
- 2012年，延边大学出版社出版《中国朝鲜族医学教育先驱卢基舜》
- 2017年，延边大学出版社出版《卢基舜评传》

## 家庭
卢基舜早年在故鄉黃海道與朝鮮人朴氏結婚，有兩女兒。後來與日本人岡島十四子再婚，她是肺結核患者，在卢基舜工作的醫院治療時醫患兩人認識，两人膝下有6子：長子岡島建（1934年生於日本福岡市，由外祖父撫養）、岡島珠子（女，1935年生於日治朝鮮釜山府）、岡島翎子（女，生於滿洲國牡丹江省）、岡島剛慎（男）、岡島昭子（女）、岡島進（男）、岡島美子（女）、岡島正子（女）。:74

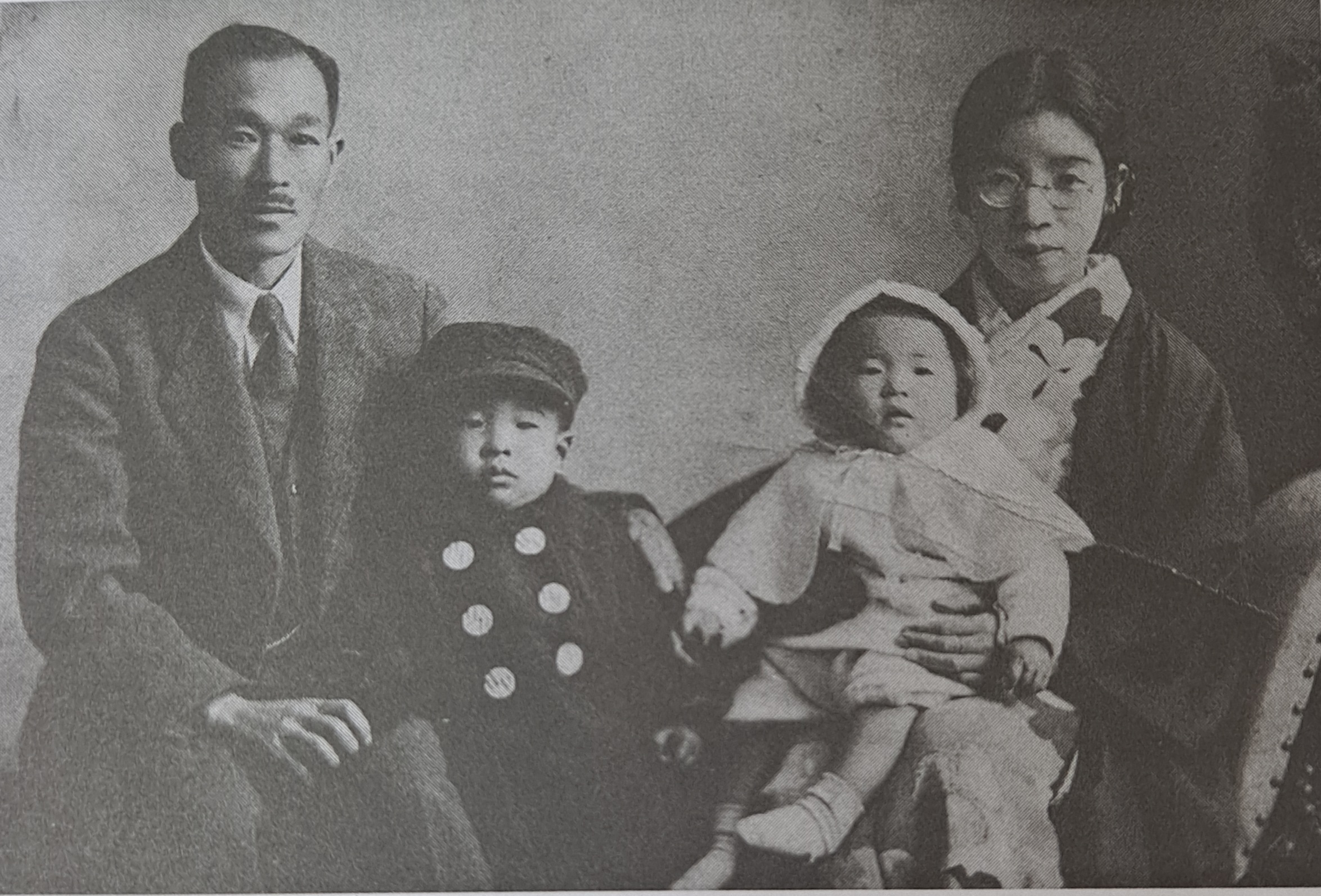
卢教授与夫人和长子、长女

女兒冈岛珠子是延边医学院1961年毕业生，毕业后在延边结核病医院工作。1965年随母亲移居日本東京都。1966年4月，她成为“日中友好贸易会社驻北京办事处”的工作人员，往返两国，曾受到周恩来、邓小平、王震等中華人民共和国领导人的接见。当时中日两国还没建交，“日中友好贸易会社驻北京办事处”是實質大使館，實際上代理了日本驻华大使馆。1988年3月，她为母校捐款100万日元成立“卢基舜基金会”，奖励优秀教职员工和学生。此外，她还为其父创建的生物化学教研室资助了第一台電腦、无菌室等科研设施。:27-33